# Françoise Dubois
Pour les articles homonymes, voir Dubois.

Françoise Dubois, née le 6 décembre 1947 à Coulans-sur-Gée (Sarthe), est une femme politique française, membre du Parti socialiste.

## Biographie

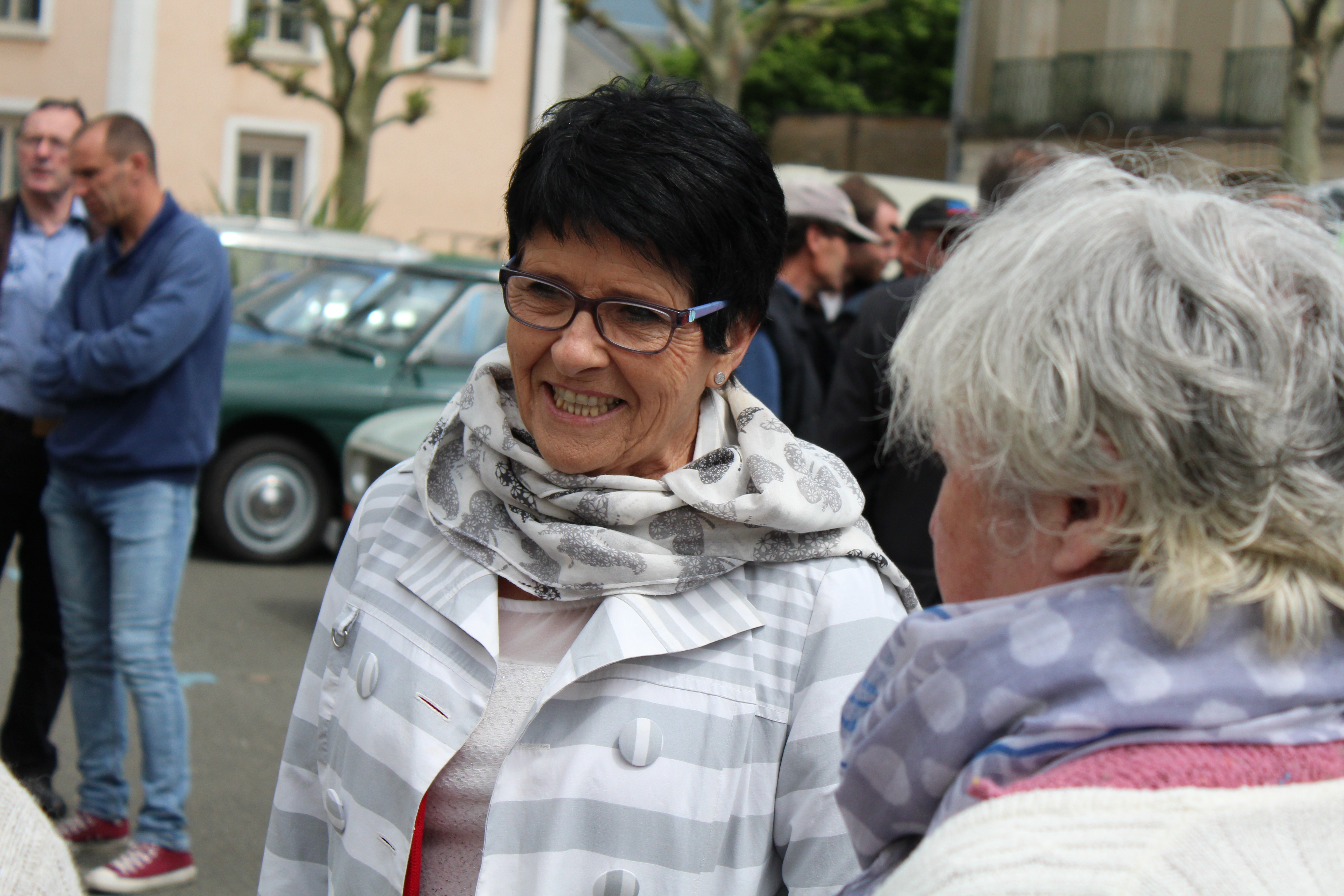
Françoise Dubois lors d'un déplacement à Sillé-le-Guillaume

Professeure des écoles durant plusieurs années, elle termine sa carrière à l'Éducation nationale en tant que directrice d'école maternelle.
En juin 2012, lors des élections législatives, Françoise Dubois, adjointe au maire du Mans, est élue députée de la 1re circonscription de la Sarthe en recueillant 51,76 % des voix, face à la députée sortante Fabienne Labrette-Ménager. Elle quitte alors ses fonctions d'adjointe au maire du Mans mais reste conseillère municipale.
Lors des élections législatives de 2017, elle se porte candidate à sa succession mais elle est éliminée dès le premier tour avec 11,69% des voix.

## Mandats actuels
- Conseillère municipale du Mans